# Antwerp (New York)
Antwerp è un comune degli Stati Uniti d'America, situato nello Stato di New York, nella contea di Jefferson.